# Ekoth
Ekoth ou Ekot est un village de la Région du Littoral du Cameroun, situé dans la commune d'Édéa Ier. Il est situé à 40 km d'Edéa.

## Population et développement
En 1967, la population de Ekoth était de 130 habitants. La population de Ekoth était de 93 habitants dont 49 hommes et 44 femmes, lors du recensement de 2005. Elle est essentiellement composée de Yakalak. 